# لورلای لینکلیتر
لورلای لینکلیتر (به انگلیسی: Lorelei Linklater) یک بازیگر آمریکایی و دختر کریستینا هریسون و کارگردان معروف ریچارد لینکلیتر است.
از فیلم‌های معروف او می‌توان به زندگی بیداری، وودشاک و پسرانگی اشاره کرد.

## مشکلات حقوقی
در ماه مه ۲۰۱۶، لینکلیتر به داشتن کوکائین و رانندگی در شرایط مستی در ویکو، تگزاس متهم شد. وی به جرم حمل کوکائین مجرم شناخته شد و در ژوئن سال ۲۰۱۷ به سه سال آزادی مشروط محکوم شد.

## جوایز
| سال  | عنوان   | جایزه                                                      | نتیجه    |
| ---- | ------- | ---------------------------------------------------------- | -------- |
| ۲۰۱۴ | پسرانگی | جایزهٔ انجمن بازیگران فیلم برای بهترین گروه بازیگری         | نامزدشده |
| ۲۰۱۴ | پسرانگی | جایزه انجمن منتقدین فیلم جورجیا برای بهترین گروه           | برنده    |
| ۲۰۱۴ | پسرانگی | انجمن منتقدان فیلم بوستون برای بهترین گروه بازیگری         | برنده    |
| ۲۰۱۴ | پسرانگی | جایزه سینمایی انتخاب منتقدان برای بهترین گروه بازیگری      | نامزدشده |
| ۲۰۱۴ | پسرانگی | حلقه زنان منتقد فیلم                                       | نامزدشده |
| ۲۰۱۴ | پسرانگی | انجمن منتقدان فیلم منطقه واشینگتن، دی.سی. برای بهترین گروه | نامزدشده |
| ۲۰۱۴ | پسرانگی | انجمن منتقدان فیلم سن دیگو                                 | نامزدشده |
| ۲۰۱۴ | پسرانگی | جایزه دایره منتقدین فیلم فلوریدا برای بهترین بازیگران      | نامزدشده |
| ۲۰۱۴ | پسرانگی | انجمن منتقدان فیلم دیترویت برای بهترین گروه                | نامزدشده |